# ARoS Aarhus Kunstmuseum
 "AROS" omdirigeres hertil. For andre betydninger af AROS, se Aros.
ARoS er et kunstmuseum, der ligger i Aarhus centrum. Med sine 20.700 kvadratmeter og 10 etager er det et af Nordeuropas største kunstmuseer. På museet findes kunst fra den danske guldalder over dansk modernisme til international nutidskunst. Museet har forskellige særudstillinger hvert år.
Derudover bliver der udstillet skiftende udpluk af museets egen samling, som består af over 8.000 værker. Samlingen, der er den ældste uden for København, har værker, der er dateret tilbage til 1770. Fra nyere tid er kunstnere som Bjørn Nørgaard og Per Kirkeby rigt repræsenteret. Samlingen rummer også værker af en række internationale nutidskunstnere som Bill Viola, Olafur Eliasson, Pipilotti Rist, James Turrell, Mona Hatoum, Carsten Höller (en), Gilbert & George (en) samt Ron Mueck.
Museet planlægger en udvidelse på 6.500 m2 under jorden kaldet The Next Level med storværket ’The Dome, a Skyspace by James Turrell’ af den amerikanske lyskunstner James Turrell. Udvidelsen er under opførsel og forventes at stå færdig i 2025. 
I 2023 besøgte i alt 624.000 ARoS. Det tæller både dem, der besøgte museets gallerier og dem som kom for at handle i museumsshoppen eller i spise i ARoS Café eller Orangeri. 

## Historie
Det oprindelige museum åbnede den 6. januar 1859 i lokaler i tilknytning til det daværende rådhus ved Domkirken, som i dag huser museet KØN – Gender Museum Denmark. Ved åbningen var det den første offentligt tilgængelige kunstsamling uden for hovedstaden. Indtil da var Den Kongelige Malerisamling på Christiansborg i København det eneste sted, hvor almindelige mennesker kunne komme ind fra gaden og se på kunst. Museets rødder rækker dog længere tilbage. Forud for åbningen af udstillingen på rådhusloftet i 1859 havde den lokale Aarhus Kunstforening af 1847 med adjunkt ved Katedralskolen Emmerik Høegh-Guldberg som formand således arbejdet på at ”udbrede en mere almindelig sans for kunsten og dens frembringelser.”
Da det efterhånden blev svært at finde plads til den voksende kunstsamling på rådhusets loft, hvor forløberen for Moesgaard Museum, ’’Den Historisk-Antikvariske Samling i Aarhus’’, også var rykket ind i 1861, gik bestyrelsen i gang med at kigge efter et nyt hjem til det unge kunstmuseum. Det endte med at blive en helt nybygget museumsbygning ved Mølleparken. Grunden fik museet foræret af mølleejer Andreas Weis, og en stor del af de 65.000 kroner det kostede at opføre den tre etager høje bygning bygning kom fra en indsamling blandt århusianerne. Den nye museumsbygning, som åbnede for besøgende i 1877, ligger der endnu. Bygningen, der er kendt som Huset, bruges i dag af blandt andet af VoxHall. 
Aarhus Kunstmuseum flyttede i 1967 til et nybygget 3-fløjet hus i Vennelystparken i den nedre del af Universitetsparken. Aarhus Kunstmuseums tredje officielle domicil blev tegnet af C.F. Møller, som også stod bag de andre gule bygninger i Universitetsparken. Der gik dog ikke mange år, før pladsen igen blev for trang. De ellers forholdsvis nye bygninger blev således 20 år efter indvielsen vurderet til at være ”for små og for ufunktionelle i forhold til en nutidig museumsdrift” i en rapport udarbejdet af en arbejdsgruppe nedsat af byrådet i 1988. Byrådet var med på ideen om at give byen en ny tidssvarende museumsbygning. 
Inden arkitektkonkurrencen for at bygge den nye museumsbygning blev udskrevet, blev blandt andet Botanisk Have, Ørnereden og Vilhelmsborg nævnt som mulige placeringer. Men valget faldt altså på den mere centrale placering på Vester Allé på den såkaldte Fattiggårdsbakke omtrent hvor byens fattiggård i sin tid lå. Schmidt Hammer Lassen vandt konkurrencen, og det nye ARoS kunne åbne sine døre 7. april 2004.
Den nuværende museumsbygning blev indviet den 7. april 2004. Ved flytning skiftede det navn til ARoS Aarhus Kunstmuseum. Navnet ARoS er en sammenblanding af latin ars (kunst) og gammeldansk Aros (Aarhus). Schmidt Hammer Lassen Architects har tegnet den kubiske bygning, der måler 52 x 52 meter og har en højde på ca. 50 meter. Den inspireret af Dantes Den Guddommelige Komedie; kælderen er helvede og tagrummet er himmelen. Aarhus Kommune, som var bygherre på det 300 millioner kroner dyre kunstmuseum, fik i 2010 efter en voldgiftssag en erstatning på 3 millioner kroner fra murermesteren og teglværket bag byggeriet for de markante, utilsigtede farveforskelle i murværket.
I januar 2005 urinerede performance-kunstneren Uwe Max Jensen i en installation af Olafur Eliasson.
I maj 2011 blev Olafur Eliassons værk Your rainbow panorama indviet. Værket består af en cirkel på 52 meter i diameter, der på tynde søjler svæver 3,5 meter over bygningens tagflade. Farvet glas beklæder den hele vejen rundt, og det er muligt at gå inde i cirklen med udsigt over Aarhus. Projektet blev væsentligt dyrere end de først beregnede 30 mio. og færdiggørelse i 2007. Projektet kom til at koste 62 mio. kr., hvilket skyldes at det blev nødvendigt at forstærke bygningen. Your rainbow panorama er betalt af Realdania.
I november 2013 indviede ARoS Tagpavillonen, der indeholder Sky Room og Sunset Lounge samt Olafur Eliassons værk Your condensation. Tagpavillonen er betalt af Købmand Herman Sallings Fond.
En udvidelse af museet, The Next Level, blev offentliggjort i oktober 2014. Udvidelsen omfatter et nyt underjordisk galleri og en stor ny installation, The Dome, af den amerikanske kunstner James Turrell. Oprindeligt var planen, at udvidelsen skulle stå færdig i 2017, hvor Aarhus var europæisk kulturhovedstad.

## Samlinger
ARoS kunstsamling er Danmarks ældste museumssamling uden for København. Den blev etableret af borgere i Aarhus i 1859. Den består af dansk kunst fra de seneste 300 år og moderne international kunst.
De ældste værker er fra 1700-tallet af blandt andre N.A. Abildgaard, og fra 1800-tallet Christoffer Wilhelm Eckersberg, Christen Købke, Johan Th. Lundbye, Jørgen Roed, Martinus C. W. Rørbye, Wilhelm Marstrand og P. C. Skovgaard. Samlingen rummer også nationalromantiske billeder af Jørgen Sonne, Julius Exner, Christen Dalsgaard, og landskabsmalerier af Janus la Cour, samt socialrealistiske værker af Frants Henningsen og Edvard Petersen. Fra omkring århundredskiftet har museet en samling af malerne Hammershøi og hovedværker af P.S. Krøyer samt J.F. Willumsen.
Fra det modernistiske gennembrud i 1900-tallet findes værker af Harald Giersing, Edvard Weie, Olaf Rude, Vilhelm Lundstrøm og landskabsmalerier af Jens Søndergaard, Niels Lergaard og Oluf Høst. Abstrakte kunstere i museets samling tæller Richard Mortensen og Robert Jacobsens skulpturer. Den ekspressive kunst af Svend Wiig Hansen og den fabulerende af Asger Jorn og de øvrige COBRA-malere.
Fra den nyere tid ejer museet samlinger af Bjørn Nørgaard, Jens Birkemose og Per Kirkeby.  Fra den nyeste tid er internationale kunstnere kommet ind i samlingen med værker af blandt andre Miwa Yanagi (en), Lu Yang (en) og Carsten Höller (en), ligesom installationskunsten har fundet indpas igennem bl.a. Olafur Eilasson, Tony Oursler (en), Jenny Holzer (en), Anri Sala (en), James Turrell og Bill Viola. 
ARoS’ nederste etage er dedikeret og specialindrettet til international installationskunst fra museets egen samling.
Slutteligt findes skulpturen Boy, der er skabt af Ron Mueck. Figuren er 4½ meter høj, og blev fremstillet i 1999. Skulpturen forestiller en dreng kun iklædt underbukser. Han sidder sammenkrøbet med bøjet ryg og armene oppe foran hovedet, så de delvist dækker hans ansigt. Skulpturen, som ARoS købte i åbningsåret 2004, er placeret på museets 6. etage som en del af én af museets samlingsudstillinger. I 2024, hvor ARoS kunne fejre 20 år i bygningen på Aros Allé, fik Boy selskab af to andre skulpturer af Ron Mueck; den fem meter lange A Girl og den markant mindre skulptur Woman with Shopping, som begge var udlånt til museet i jubilæumsåret. 

## Ledelse
Denne liste er ufuldstændig; hjælp gerne med at udfylde den.
- 1955 – 1960: Else Kai Sass[7]
- 1961 – 1969: Minna Heimbürger
- 1969 – 1982: Kristian Jakobsen
- 1984 – 2013: Jens Erik Sørensen
- 2014 – 2021: Erlend Høyersten
- 2021 – 20- :  Rebecca Matthews

## Galleri
- Your rainbow panorama af Olafur Eliasson med Aarhus Rådhus' tårn i baggrunden.
- Interiør ARoS Kunstmuseum.
- ARoS i august 2008.
- ARoS set fra Godsbanen, maj 2012.
- Frants Henningsen, Forladt. Dog ej af venner i nøden, 1888.
- Edvard Petersen, Udvandrere på Larsens Plads, 1890.
- P.S. Krøyer, Skagens jægere, 1898.
- Harald Giersing, Tre damer i sort, 1922 eller 1923.
- Johannes Wilhjelm, Portræt af J.F. Willumsen, 1930.
- Edvard Weie, Vej gennem skov, 1932.

## Særudstillinger
- - Pop Classics (2004)
  - A K Dolven – moving mountain (2004)
  - Olafur Eliasson – Minding the World (2004)
  - Bill Viola – Visions (2005)
  - Moment Movement Monument. Fotoinstallation af Ulla Diedrichsen (2005)
  - Parade ARoS Collection (2005)
  - Fairy Tales Forever (2005)
  - Michael Kvium – Jaywalking Eyes (2006)
  - Katrine Nyholm – Portræt med lukkede øjne (2006)
  - Rober Rauschenberg – On and Off the Wall (2006)
  - John Kørner – ARoS Bank (2006)
  - Per Bak Jensen – Genkomst (2006)
  - Racing Cars – The Art Dimension (2006)
  - ARoS on Fire – Burning the Roots of Western Culture (2007)
  - Paul McCarthy – Head Shop / Shop Head (2007)
  - Janus La Cour – Stilhedens Maler (2007)
  - MUHAMMED – fotoudstilling af Nicky Bonne (2007)
  - Digital Project – Frank Gehry’s Vision (2007)
  - Bjørn Nørgaard – Kartoner til Dronningens Gobeliner (2007)
  - CO-EVOLUTION (2007)
  - Mariko Mori – oneness (2007)
  - Ingvar Cronhammar på danske kunstmuseer (2007)
  - FunFunFun (2008)
  - Shirin Neshat – Women Without Men (2008)
  - Kinesiske Nutidsplakater (2008)
  - Art City (2008)
  - CENCUR – Per Morten Abrahamsen (2008)
  - Music to see – Musikvideoen som kunstart (2008)
  - Fra Elvis til Nik og Jay – Musikplakaten gennem tiden (2008)
  - Simone Aaberg Kærn – Open Sky (2008)
  - Per Kirkeby arkivet (2008)
  - Erik A. Frandsen – Det Dobbelte Rum (2008)
  - Søren Behncke – Candle with Hare (2008)
  - Aarhus Kunstmuseum – Anno 1859 150 år jubilæum (2009)
  - Enter Action – Digital Art Now (2009)
  - Lars Arrhenius – Glimt fra storbyen (2009)
  - Happy Birthday (2009)
  - Ib Geertsen – Mobiler (2009)
  - Sculpture by the Sea (2009)
  - Nephew VideoVideo (2009)
  - Sense City – Jeppe Hein (2009)
  - Stygge Streger (2009)
  - YES IS MORE: BIG – Bjarke Ingels Group (2009)
  - Tro, håb og kærlighed – Jacob Holdts Amerika (2010)
  - Catch10 – Junior Biennale (2010)
  - I love you (2010)
  - Adam Saks – Visual Voodoo (2010)
  - Richard Mortensen – Nyophængning af samlingen (2010)
  - Julie Nord – Xenoglossy (2010)
  - Kunst til de kongelige (2010)
  - Christian Lemmerz – Genfærd (2010)
  - Trine Søndergaard & Nicolai Howalt – How to Hunt (2010)
  - Jorn International (2011)
  - Yue Minjun – Det arkæologiske fund år 3009 (2011)
  - Frederik Raddum – Get Lost (2011)
  - Sculpture by the Sea (2011)
  - Olafur Eliasson (2011)
  - Snapshots from Slumberland – 3 x Krull (2011)
  - Con Amore – Leif Djurhuus Samling (2011)
  - Romantisk Geometri – Mogens Gissel 70 år (2011)
  - Tony Oursler – Face to Face (2012)
  - Catch12 – Junior Biennale (2012)
  - Modernisme – Maleriets Fornyelse 1908–41 (2012)
  - Søren Elgaard – Metropolis (2012)
  - Kaspar Bonnén – Everything Changes (2012)
  - Tony Matelli – A Human Echo (2012)
  - Edvard Munch – Angst / Anxiety (2012)
  - Per Kirkeby – Fra ARoS Samling (2012)
  - Klein / Byars / Kapoor (2013)
  - Director’s Choice 7 * 9 * 13 (2013)
  - Annika von Hausswolff – It All Ends with a New Beginning (2013)
  - GULD – Skatte fra den danske guldalder (2013)
  - Sculpture by the Sea (2013)
  - Jeppe Hein – Distance (2013)
  - Kay Christensen – Det Evige Eventyr (2013)
  - Pas de Deux Royal – Et Kunstnerisk Møde (2013)
  - Tal R – The Virgin (2013)
  - Wes Lang – The Studio (2014)
  - Catch14 – Junior Biennale (2014)
  - Out of the Darkness (2014)
  - Ebbe Stub Wittrup – The Third Room (2014)
  - Jesper Just – Appearing / Intercourses (2014)
  - Hanne Nielsen & Birgit Johnsen – Inklusion/Eksklusion (2014)
  - Michael Kvium – Fools (2014)
  - Cardiff & Miller – Something Strange This Way (2014)
  - ARoS Focus // New Nordic: Gardar Eide Einarsson – A Madman, a Patient, a Condemned Man, a Worker or a Schoolboy (2015)
  - Formen, Farven, Fladen (2015)
  - Konstruktivisme (Grafik fra Samlingen) (2015)
  - Claus Carstensen – What’s Left (is Republican Paint) (2015)
  - Sculpture by the Sea (2015)
  - ARoS Focus // New Nordic: E.B. Itso – Building Stories (2015)
  - Monet – Lost in Translation (2015)
  - ARoS Focus // New Nordic: Nathalie Djurberg & Hans Berg – Flickers of Day and Night (2015)
  - Fantasi og Følelse – Ekspressionistisk grafik (2015)
  - A New Dynasty – Created in China (2015)
  - Ovartaci by ARoS (2015)
  - Leonard Richard – Mellem Krig og Fred (2016)
  - Catch16 – Junior Biennale (2016)
  - ARoS Focus // New Nordic: Jani Leinonen – School of Disobedience (2016)
  - Happiness & Misery – Udvalgte videoværker fra ARoS’ samling (2016)
  - Robert Mapplethorne – On the Edge (2016)
  - Grayson Perry – Hold Your Beliefs Lightly (2016)
  - ARoS Focus // New Nordic: Meriç Algün Ringborg – Transboundary (2016)
  - No Man is an Island – The Satanic Verses (2016)
  - ARoS Focus // New Nordic: The Icelandic Love Corporation – Love Conquers All! (2016)
  - Joana Vasconcelos – Textures of Life (2016)
  - J. F. Willumsen – Den vilde, vovede og sene Willumsen (2016)
  - ARoS Focus // New Nordic: Jacob Kirkegaard – alt & intet (2017)
  - Human Nature (2017)
  - ARoS Triennial. The Garden. End of Times, Beginning of Times – The Past (2017)
  - ARoS Triennial. The Garden. End of Times, Beginning of Times – The Present and the Future (2017)
  - ARoS Focus // New Nordic: Toril Johannesen – Unlearning optical illusions (2017)
  - ARoS Focus // New Nordic: The Sound and Video Works of Dodda Maggy (20147)
  - Bacon, Freud and the London Painters (2017)
  - Cool, Calm and Collected (2017)
  - ARoS Focus // Intermezzo: Isaac Julien – Western Union: small boats (2018)
  - James Rosenquist – Painting as Immersion (2018)
  - Wael Shawky – The Crusades and Current Stories (2018)
  - ARoS Focus // Intermezzo: Jake & Dinos Chapman – March of the Banal (2018)
  - Agnes Slott-Møller – Helte og heltinder (2018)
  - Julian Schnabel – Aktion Paintings 1958–2017 (2018)
  - ARoS Focus // Intermezzo: Do Ho Suh – Korridor (2018)
  - Far From Home (2018)
  - Drømmen om Danmark (2019)
  - Tomorrow is the Question (2019)
  - Art & Porn (2019)
  - Before the Fall of the Wall (2019)
  - Douglas Gordon – In My Shadow (2019)
  - Objects of Wonder – from Pedestal to Interaction (2019)
  - Shirin Neshat – Women Without Men (2020)
  - Mythologies – The Beginning and End of Civilizations (2020)
  - Jonah Freeman & Justin Lowe – COLONY SOUND (2020)
  - JORN / KIRKEBY (2020)
  - The Next Level & James Turrell – While we are Waiting (2020)
  - Far From Home II (2020)
  - This Is Not Africa – Unlearn what you have Learned (2021)
  - Elisabeth Jerichau-Baumann – Mellem Verdener / Between Worlds (2021)
  - Sif Itona Westerberg – Immemorial (2021)
  - J.M.W. Turner – Sun is God (2021)
  - Lu Yang – Digital Descending (2021)
  - Shoplifter/Hrafnhildur Arnadóttir – Hypernature (2021)
  - Viera Collaro – Levitation. Compassion. Transcendence. (2022)
  - Vertigo (2022)
  - Jakob Kudsk Steensen – Berl-Berl (2022)
  - Sten – Saks – Papir (2022)
  - Franciska Clausen – Hele billedet (2022)
  - Chiharu Shiota – Invisble Line (2022)
  - Cindy Sherman – Tapestries (2023)
  - Erró – The Power of Images (2023)
  - Annette Messager – Désirs désordonnés / Disordered Desires (2023)
  - Susan Philipsz – Study for Strings Sokol Terezín (2023)
  - A Surreal Shock – Masterpieces from the Museum Boijmans Van Beuningen (2023)
  - The Cosmos Within (2023)
  - Soheila Sokhanvari – Rebel Rebel (2024)
  - Ron Mueck – Art and Life (2024)
  - ARoS Samling: 1960 – nu (2024)
  - Richard Mortensen – Mellem Linierne (2024)
  - Sarah Sze – Metronome (2024)
  - ARoS Samling: World in Focus (2024)
  - Sky Gazing (2024)
  - Barbara Kruger – No Comment (2024)